# سیارک ۳۱۱۱۰
سیارک ۳۱۱۱۰ (به انگلیسی: 31110 Clapas، نامگذاری:1997PN4) سی و یک هزار و صد و دهمین سیارک کشف شده‌است که در ۱۳ اوت ۱۹۹۷ کشف شد.